# ライラシ
ライラシ（グルジア語: ლაილაში、グルジア語ラテン翻字: Lailashi）は、ジョージアのラチャ＝レチフミおよびクヴェモ・スヴァネティ州ツァゲリ地区にある村落。ライラシ・テミの中心地。ラジャヌラ川とアスキスツカリ川の流域へ向かう、南西向きの傾斜地にある。海抜は850メートル。ツァゲリの東方およそ9キロメートルに位置する。
ライラシは歴史的な集落であり、紀元前18世紀から紀元前17世紀ごろのものと推定される宝飾の銅の斧が発見されている。この斧は現在、ロシアのエルミタージュ美術館に保管されている。
1912年、詩人アカキ・ツェレテリはラチャ＝レチフミ地方を巡る旅をした。彼は7月21日にクタイシから旅を始め、レチフミのライラシが終着地となった。アカキはライラシの村で暖かく迎えられ、尊厳をもってもてなしを受けた。この旅はヴァシル・アマシュケリ監督によってドキュメンタリー映画『アカキ・ツェレテリのラチャ＝レチフミ旅行』として公開された。

## 人口
国勢調査による人口は、次の通り。
| 年   | 人口 | 男性 | 女性 | 出典  |
| ---- | ---- | ---- | ---- | ----- |
| 1882 | 637  |      |      | [ 3 ] |
| 2002 | 427  | 204  | 223  | [ 4 ] |
| 2014 | 262  | 122  | 140  | [ 1 ] |

## ライラシ・テミ
1. ライラシ
2. タボリ
3. スルムシ
4. グ

ライラシを中心として、ライラシ・テミ（グルジア語: ლაილაშის თემი、グルジア語ラテン翻字: Lailashis Temi）と呼ばれる共同体（テミ）を構成している。ライラシ・テミを構成する集落は、次の4村である。
1. ライラシ
2. タボリ
3. スルムシ
4. グ